# Jimmy Tahutini
Jimmy Tahutini (* 8. Dezember 1976 auf Tahiti) ist ein ehemaliger tahitischer Fußballtorhüter. Er spielte in seiner Karriere ausschließlich beim tahitischen Verein AS Vénus.

## Nationalmannschaft
Von 1997 bis 2001 spielte er insgesamt sieben Länderspiele in der tahitischen Fußballnationalmannschaft.